# Акіруно
35°43′44″ пн. ш. 139°17′39″ сх. д. / 35.72889° пн. ш. 139.29417° сх. д.
Акіруно́ (яп. あきる野市, あきるのし, МФА: [akʲiɾuno ɕi̥]) — місто в Японії, в префектурі Токіо.

## Короткі відомості
Акіруно розташоване в західній частині префектури.
Акіруно утворилося 1 вересня 1995 року в результаті злиття східного міста Акіґава та західного містечка Іцукаїті. Місто розташоване на території історичної волості Акіру в басейні річок Акі та Хіраї, приток річки Тама. Усі три річка беруть свій початок з північних височин Кусабана, Акіру та Акіґава. Через Акіруно з заходу на схід проходить залізниця JR та автострада Іцукаїті. Їх перетинає державний автошлях 411.
Східна частина Акіруно — колишнє місто Акіґава, розташоване на території височини Акіру. Тут знаходиться цінна археологічна пам'ятка національного значення — палеолітична стоянка Нісі-Акіру. З 10 століття височина Акіру була відома як пасовисько Оґава, одне із державних пасовиськ провінції Мусасі. У 17 столітті його перетворили на плантації шовковиць.
Центром західної частини Акіруно є низина Іцукаїті, розташована у верхній течії річки Акіґава, на південно-західному краю Кантоських гір. В середньовіччі тут існувало поселення Таніґуті, в якому кожний п'ятий день місяця проводили ярмарок. Цей звичай дав назву місцевості Іцукцаїті — «ярмарок п'ятого дня». До кінця 19 століття воно було центром лісопереробки та виготовлення дерев'яного вугілля.
Основною галуззю економіки Акіруно є сільське господарство, а саме вирощування кукурудзи та овочів. Одним із джерел доходу міста є туризм. З 1960-х років східна частина Акіруно була перетворена на «спальний район» Токіо. В місті з'явилися перші заводи з виробництва електроприладів та чипів.
На території Іцукаїті знаходяться буддистські монастирі 12 століття — 18 століття: Коґондзі, Котокудзі і Дайхіґандзі. Об'єкт поклоніння останнього монастиря, триптих Авалокітешвари, вважається цінною культурною пам'яткою Японії.
Станом на 1 жовтня 2008 площа міста становила 73,34 км². Станом на 1 липня 2011 населення міста становило 80 898 осіб.

## Галерея

Розташування
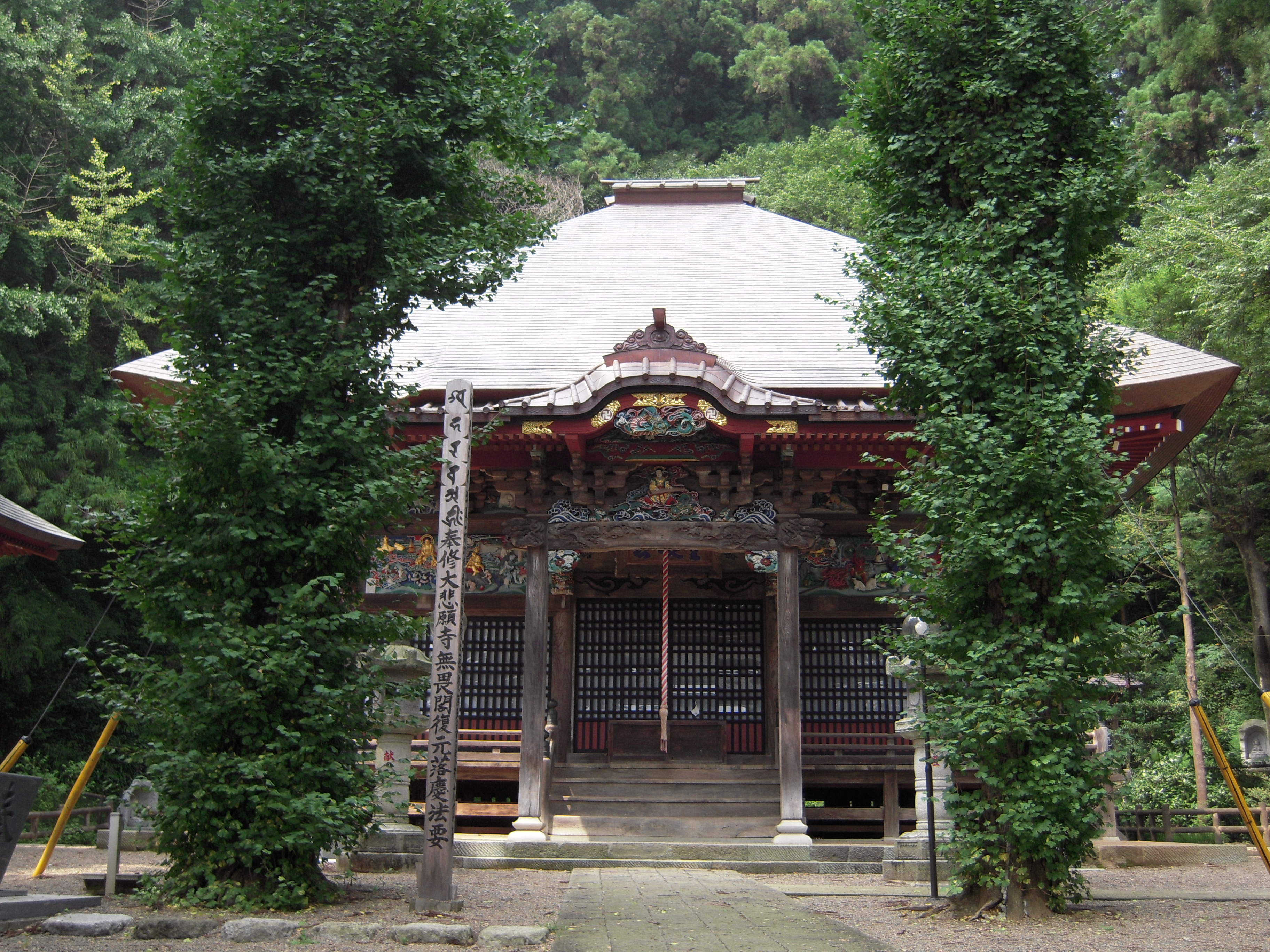
Дайхіґандзі
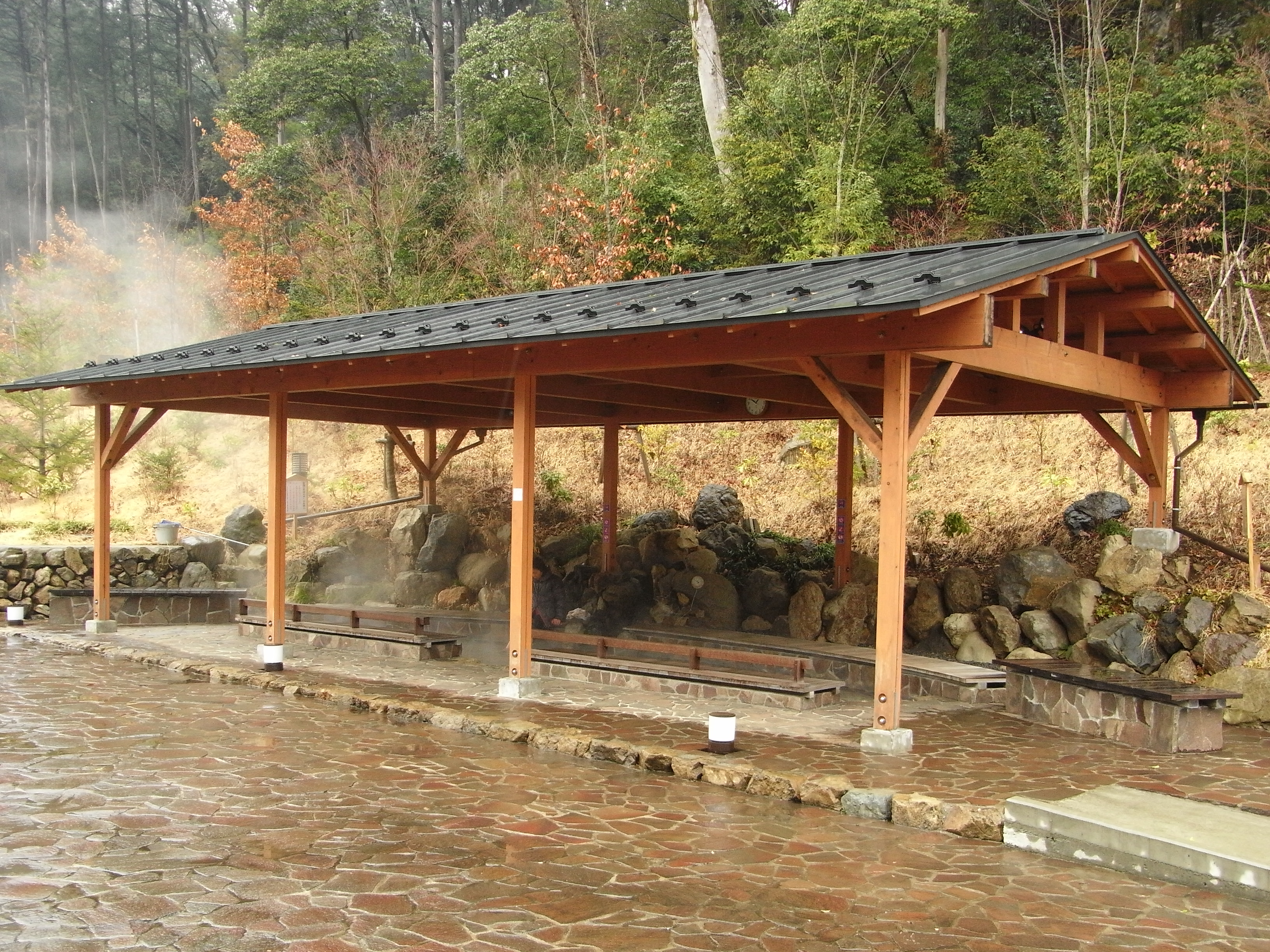
Гарячі джерела Сеото